# Tumbo kyrka
Tumbo kyrka tillhör Hällby församling med Tumbo och Råby-Rekarne. Tidigare har den varit sockenkyrka i Tumbo socken. Kyrkan ligger en mil väster om Eskilstuna och strax väster om riksväg 56 mellan Hällbybrunn och Kvicksund. Vid kyrkan finns sex runstenar.

## Kyrkobyggnaden
Kyrkan tillhör den tidigaste gruppen romanska kyrkor och är mycket välbevarad. Intressanta byggnadsdetaljer visar att ett äldre byggnadsskede förekommit. Stenkyrkan uppfördes någon gång på 1100-talet och består av långhus med kor och absid i öster samt torn i väster. I norr finns en sakristia och i söder ett vapenhus som båda tillkom på 1400-talet. Under senmedeltiden försågs kyrkorummets tak med valv. Kyrkan har haft ett högt torn som bröts ned 1734. Det nuvarande kyrktornet byggdes 1742–1744.

## Inventarier
- I kyrkan finns Södermanlands troligen äldsta predikstol från 1630. Den pryds med bilder av de fyra evangelisterna.
- En dopfunt av sandsten är från romansk tid.
- I kyrkan finns två altarskåp, ett mindre från 1400-talet och ett större från 1500-talet.

### Orgel
- 1846 byggde Gustaf Andersson, Stockholm en orgel med 6 stämmor och en manual.
- 1882 byggde E A Setterquist & Son, Örebro en orgel med 10 stämmor och två manualer.
- 1963 byggdes orgeln om av Åkerman & Lund, Knivsta till 11 stämmor med två manualer.
- Den nuvarande orgeln är byggd 1986 av Walter Thür Orgelbyggen, Torshälla och är en mekanisk orgel.

| Huvudverk I     | Svällverk II      | Pedal      | Koppel |
| Principal 8´    | Rörflöjt 8´       | Subbas 16´ | I/P    |
| Gedackt 8´      | Fugara 8´         | Borduna 8´ | II/P   |
| Oktava 4'       | Voix celeste´     | Fagott 16´ | II/I   |
| Hålflöjt 4'     | Spetsflöjt 4'     |            |        |
| Oktava 2'       | Svegel 2'         |            |        |
| Mixtur III chor | Ters 1 3/5'       |            |        |
| Rörskalmeja 8'  | Nasat 1 1/3'      |            |        |
| Tremulant       | Tremulant         |            |        |
|                 | Crescendosvällare |            |        |

## Bilder

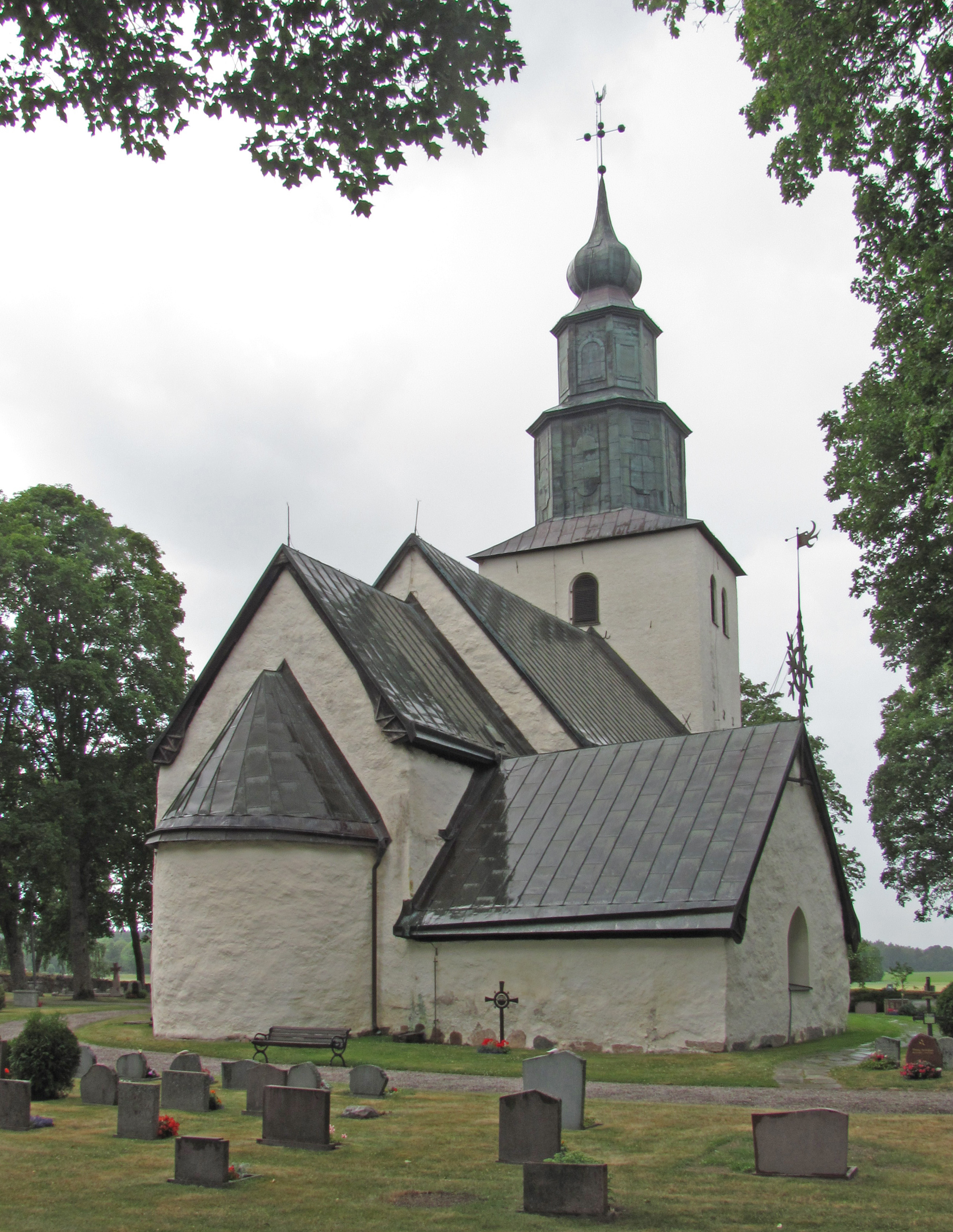
Tumbo kyrka från nordost.
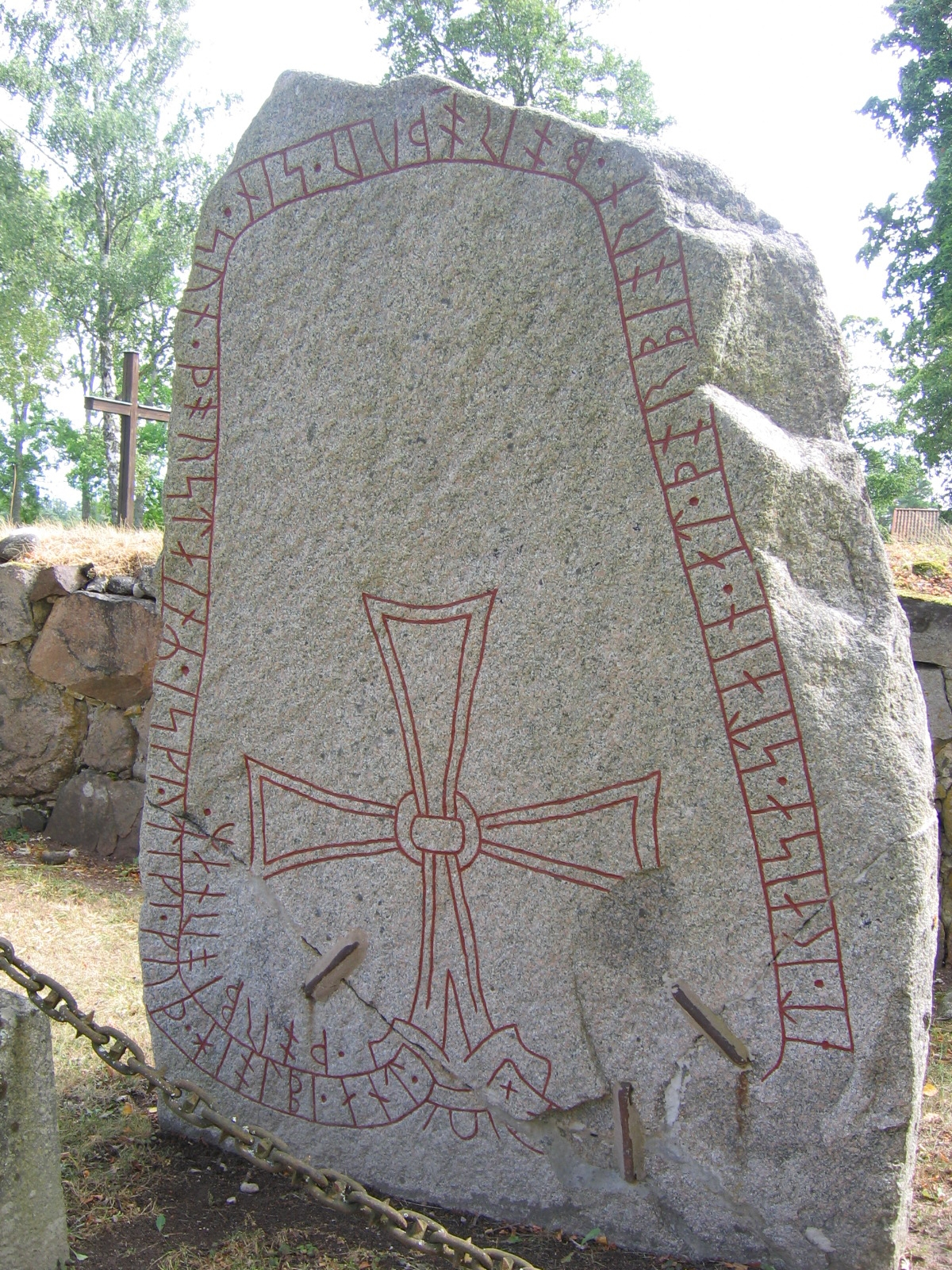
En av runstenarna, Sö 84, utanför kyrkan.
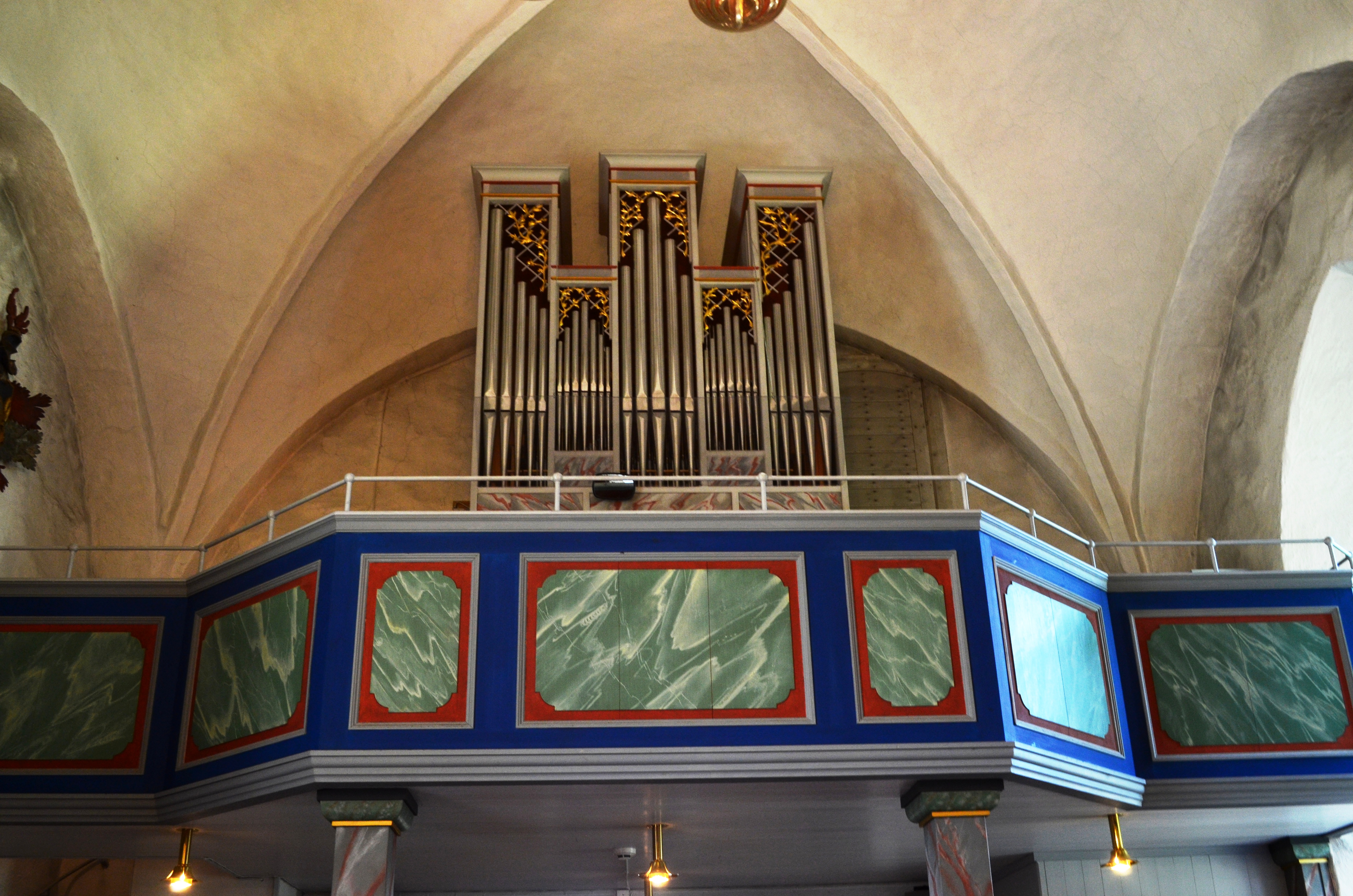
Tumbo kyrkas kyrkorgel.
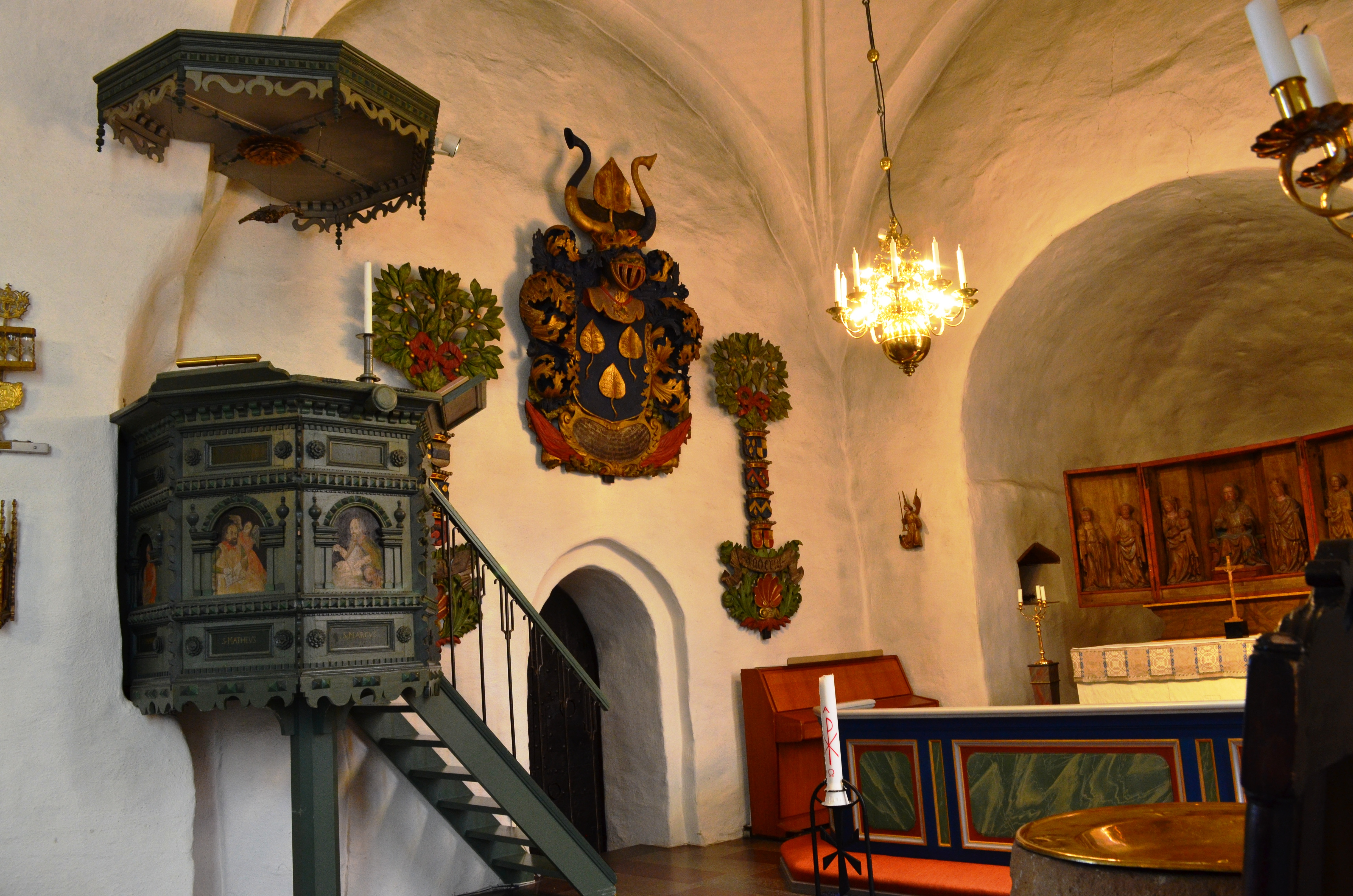
Tumbo kyrkas predikstol.
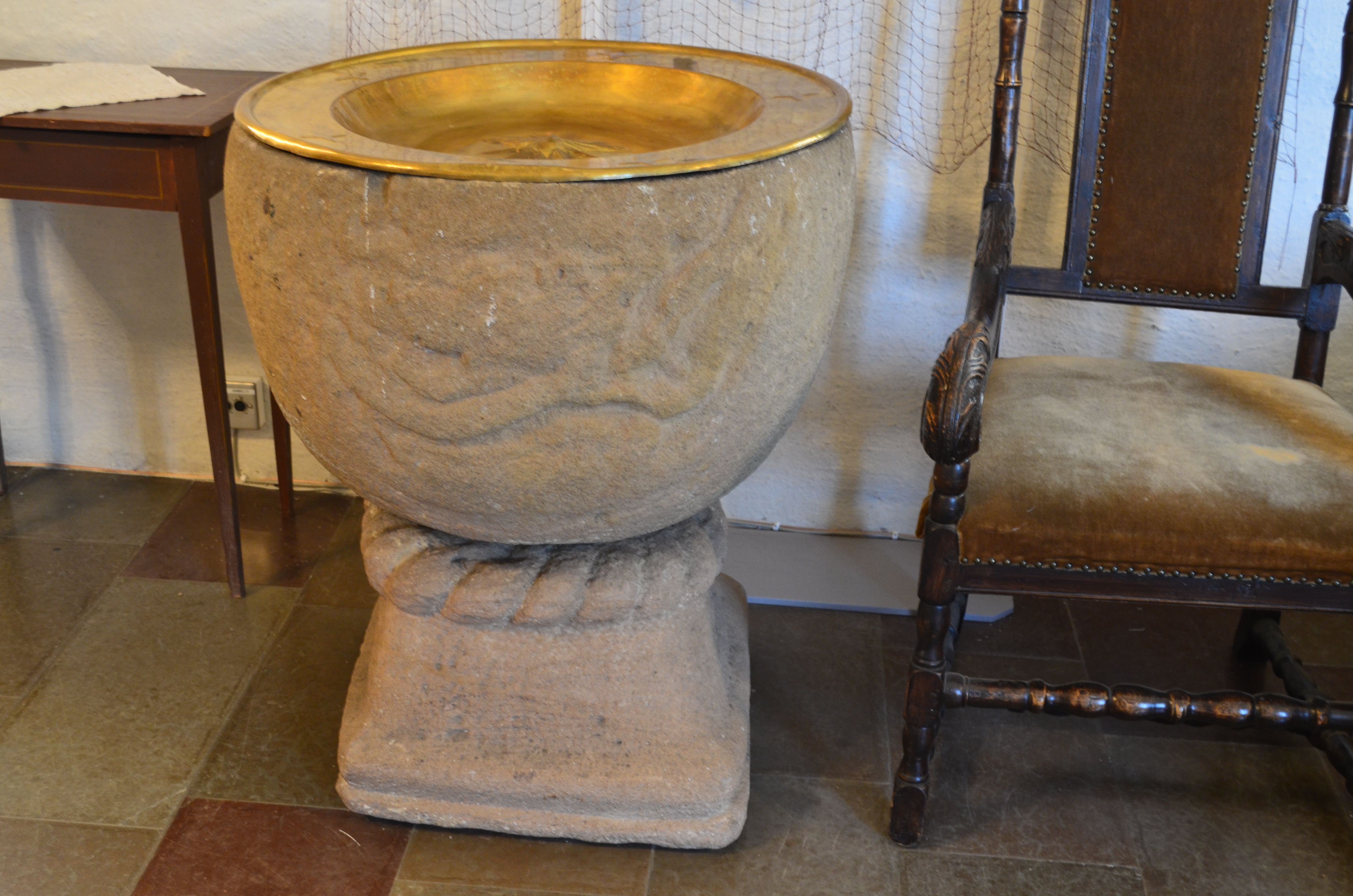
Tumbo kyrkas dopfunt.
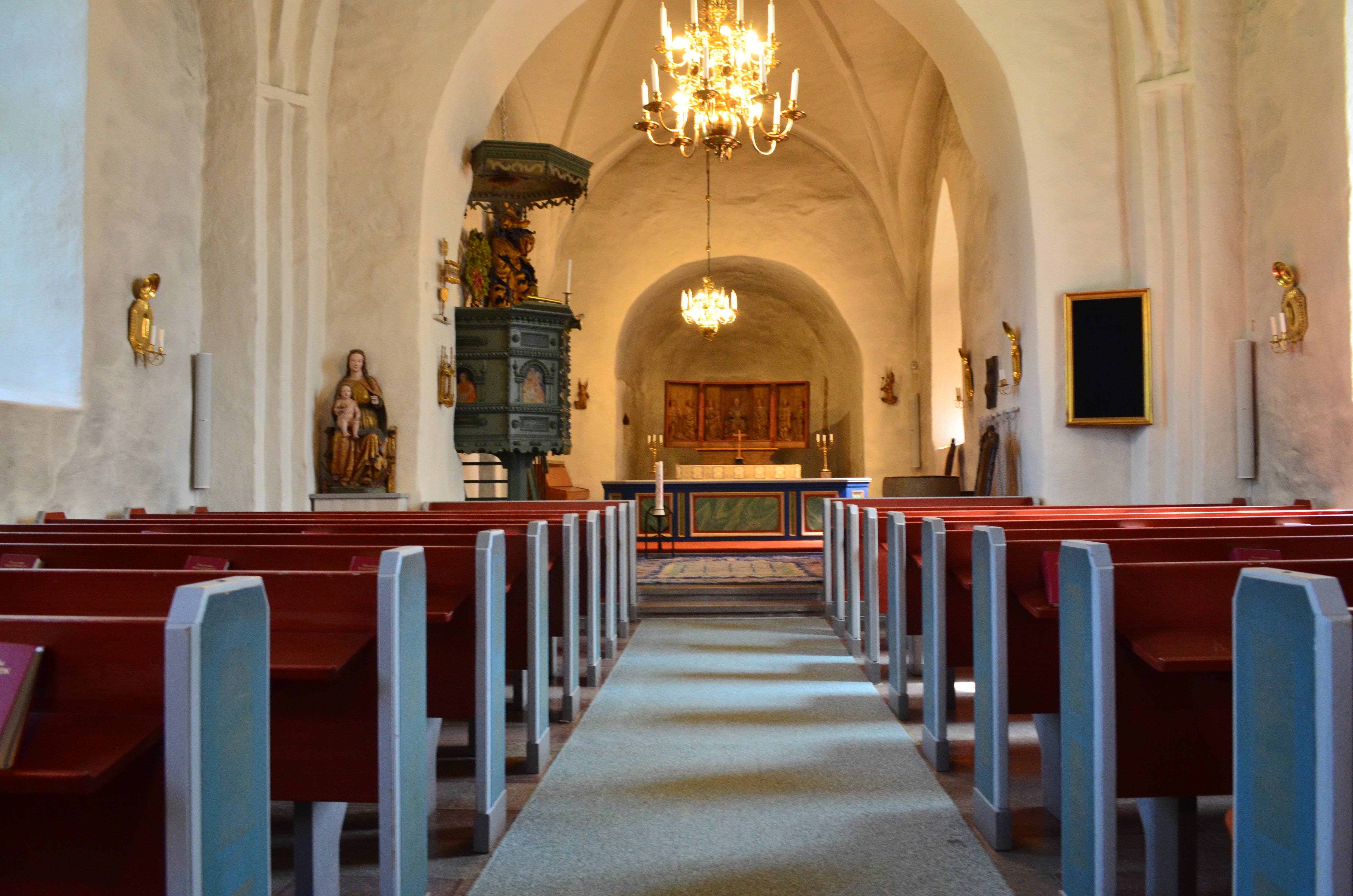
Tumbo kyrkas kyrksal.
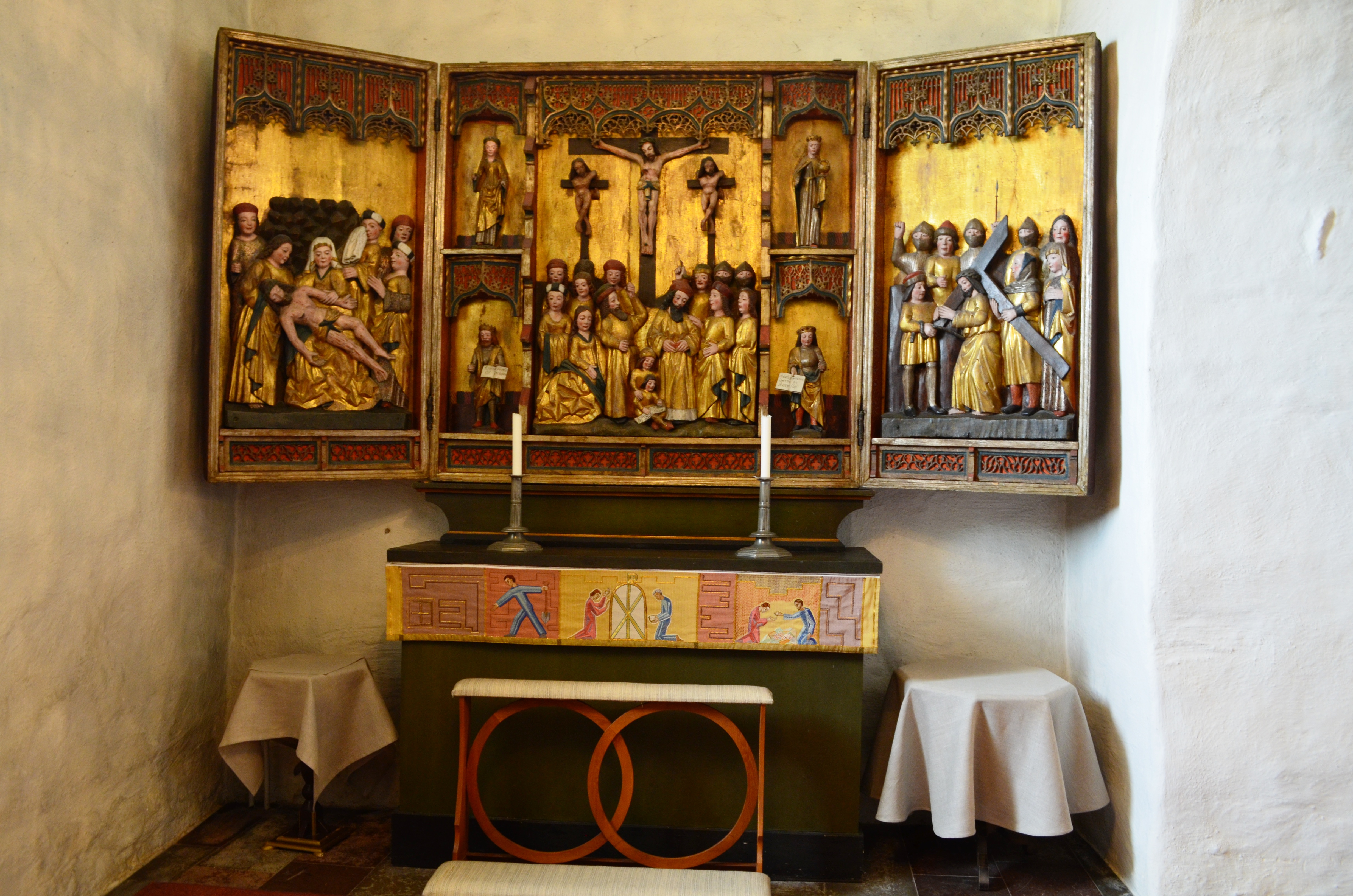
Tumbo kyrkas altare.